# Acide peracétique
L'acide peracétique ou acide peroxyacétique (formule chimique: C2H4O3) (ou PAA) est un acide faible et agent oxydant très puissant utilisé dans l'Industrie pharmaceutique et le domaine médical comme oxydant, biocide désinfectant ou « stérilisant à froid » de certains dispositifs médicaux. Ses propriétés oxydantes sont connues depuis 1902.

Cette molécule est très soluble dans l'eau, l'alcool et l'éther.

## Fabrication
Il est le plus souvent produit en faisant agir de l'anhydre mixte boroacétique sur du peroxyde d'hydrogène (eau oxygénée). 

## Dégradation
En condition normale, ce produit se dégrade en sous-produits non toxiques (acide acétique, oxygène et eau).

## Utilisations comme biocide
Dans certains pays (États-Unis), bien qu'irritant, corrosif pour l'acier et d'autres métaux, malgré certains inconvénients (voir plus bas), il est autorisé dans les abattoirs par l'industrie agroalimentaire pour désinfecter des viandes de volailles (à la suite des pressions du National Chicken Council (en), qui cherche maintenant aussi à le faire autoriser en Europe.

### Efficacité
Utilisé seul ou avec du chlore ou des formaldéhydes, sous forme liquide ou gazeuse (vapeur d'acide peracétique), il tue la plupart des micro-organismes libres en libérant de l'oxygène avec production d'hypochlorite ou de radicaux hydroxyles. Il est le plus efficace des désinfectants du marché sur les bactéries Gram-positives et Gram-négatives (moins de 5 minutes à faibles concentrations sur des bactéries libres), sur Mycobacterium tuberculosis et sur les spores. C'est un puissant fongicide (contre les levures et Aspergillus spp.) et un bon virucide, mais il n'est que partiellement efficace du point de vue de l'inactivation des prions pathogènes, ce qui peut être un problème en contexte hospitalier ou d'hygiène en abattoir pour la « gestion du risque prion »,

### Limites et inconvénients
Comme le chlore et la plupart des biocides, s'il est efficace sur les bactéries en suspension, il l'est beaucoup moins sur les bactéries fixées au sein d'un biofilm), mycobactéries, champignons, etc., mais en pouvant aussi être facteur d'antibiorésistance.
Sous forme gazeuse, et notamment en cas d'exposition prolongée (1 à 5 h par exemple), il est très pénétrant (bien plus que le peroxyde d'hydrogène). 
Dans l'enceinte d'un stérilisateur, ses vapeurs traversent certains emballages composés de papier, mais aussi les sachets papier/plastique utilisés pour stérilisation par vapeur humide et de linge, les poches en éthyle vinyle acetate ou en polychlorure de vinyle (PVC), ainsi qu'à l'intérieur de dispositifs médicaux. Il ne passe pas au travers d'une poche en polyéthylène soudée) mais pénètre l'intérieur d'une boîte de Petri vide, toutefois apparemment sans y affecter le pH ou la fertilité d'un milieu nutritif Trypticase-Soja si la boite de Petri est pleine. La diffusion de cette molécule dans les dispositifs médicaux stériles ouverts est donc possible, avec une toxicité relictuelle dont il faut tenir compte si l'entièreté du matériel n'a pas ensuite été lavé et séché ; En 1997, Baylac & al. suggèrent que « la modification du cycle de stérilisation ou la recherche d'agents stérilisants de contact de substitution, moins pénétrants, comme le peroxyde d'hydrogène, pourraient être envisagées ».
Il est rapidement inactivé par la matière organique présente dans le milieu, il est instable [se décomposant en oxygène et en acide acétique sous l'action de la lumière, de la chaleur ou parfois au contact de certains matériaux du conteneur, ce qui impose de lui adjoindre des agents stabilisants], il est en outre source de HEDP toxique pour les organismes aquatiques, et susceptible d'encore favoriser l'antibiorésistance.
Pour les coliformes thermotolérants des eaux usées, il se montre aussi efficace que le chlore (En laboratoire, « environ 99 % des coliformes thermotolérants des eaux usées secondaires sont éliminés par ajout de 2,5 mg/l d'acide peracétique pour un temps de contact de 60 minutes à la température de 30 °C », mais avec une toxicité bien moindre des effluents selon le test Microtox). Pour tenter de détruire les biofilms microbiens classiques, les doses doivent cependant être fortement augmentées (« 30 mg/l d'acide peracétique/10 minutes en laboratoire », avec un effet cependant limité dans le temps (« la répétition journalière du traitement (30 mg APA/l/10 min) pendant 4 jours consécutifs ne permet pas d'éliminer plus de 89 % des cellules fixées ». « Aussi, une optimisation de tels traitements chocs doit être conduite à la seule fin d'éliminer totalement le biofilm »).
Ses résidus envoyés dans le « milieu récepteur » (eaux de surface ou eaux marines) par les stations d'épuration sont susceptibles de perturber les écosystèmes concernés, par cytotoxicité.

## Autres usages
Il a été proposé (dans les années 1990) puis testé et utilisé comme substitut au chlore pour le blanchiment de la pâte à papier et pour la délignification dans l'Industrie papetière,.
Il est aussi utilisé pour détruire certains produits toxiques (organophosphorés notamment), mais selon l'inventeur d'un décontaminant breveté, l'acide perpropionique pourrait être encore plus actif pour cet usage.

## Toxicité, dangers, risques et précautions
Son caractère toxique pour la peau est modéré une fois dilué, mais il est plus aigu pour les muqueuses. Les désinfectants à base d'acide peracétique sont en France vendus avec un taux en matière active de 800  à   3 500 ppm. Lui sont associés des inhibiteurs de corrosion. 
La matière active pure est par contre hautement toxique pour la peau, les yeux et les muqueuses (qui sont immédiatement brûlés par le produit). 
Sa manipulation impose de porter au moins des gants et lunettes de protection, et d'en traiter les résidus conformément à la législation en vigueur. 
Dans le domaine médical, les résidus de solution à base d'acide peracétique doivent notamment être soigneusement éliminés (par rinçage et séchage) du matériel ayant subi une stérilisation à froid, car pouvant par exemple (tout comme pour le glutaraldéhyde autrefois utilisé en solution à 2%) induire une Colite aiguë (colites chimiques accidentelles, parfois sévères) chez les patients qui y seraient exposés. Le personnel responsable de la désinfection à froid (des endoscopes notamment) doit aussi être protégé de l'exposition à ce produit.

## Controverses
Son usage dans les abattoirs et l'industrie agroalimentaire est critiqué, surtout quand il se substitue aux bonnes pratiques en matière d'hygiène (HACCP...). Les États-Unis qui l'ont autorisé tentent de forcer l'Europe à faire de même dans le cadre de la négociation USA/UE préparant l’accord commercial « transatlantique » (TAFTA/TTIP). Un débat similaire existe avec l'acide lactique qui a été autorisé en janvier 2013 pour décontaminer la viande de bœuf. 
Les États-Unis ont en 2009 saisi l'Organisation mondiale du commerce (OMC) estimant que l'interdiction d'importation en Europe de carcasse ou viandes ainsi traitées étaient une entrave à la concurrence. C'est à la suite de ces pressions que l’acide lactique a été autorisé en 2013 et certaines ONG et association de consommateurs craignent qu'il en soit de même pour l'acide peroxyacétique (l’autorité européenne de sécurité des aliments (Efsa) ayant rendu fin mars 2014 un avis plutôt favorable en matière d'efficacité ou de risque toxique pour l'être humain, mais en pointant des effets environnementaux négatifs à cause de l'un des composants (non biodégradable) de l’acide peroxyacétique le HEDP. Cette molécule est écotoxique pour de nombreux organismes aquatiques. Comme elle échappe au traitement par les stations d'épuration classiques et des abattoirs, elle pourrait atteindre des taux dépassant largement (jusqu'à 32,5 fois)la dose jugée sans risque dans les eaux de surface. L'Efsa pointe aussi un risque d'émergence de bactéries résistantes à l'acide peroxyacétique (dans les abattoirs, sur la viande et dans les stations dépuration...) et par suite une antibiorésistance accrue des pathogènes susceptibles de se développer sur la viande. Des ONG comme les Amis de la Terre estiment que « les pressions de l'agrobusiness et des responsables commerciaux américains provoquent déjà des reculs sur les normes alimentaires de l'Union européenne. Il est à craindre que ces normes au rabais soient très probablement une des conditions nécessaires pour que les États-Unis signent cet accord commercial ». En 2014, le lobby américain du poulet (National Chicken Council) ne cachait pas son souhait de voir « supprimer ces barrières sanitaires et phytosanitaires que l’Europe a mis (sic) en place depuis presque 18 ans ».